# Caderousse
Caderousse – miejscowość i gmina we Francji, w regionie Prowansja-Alpy-Lazurowe Wybrzeże, w departamencie Vaucluse.
Według danych na rok 1990 gminę zamieszkiwało 2260 osób, a gęstość zaludnienia wynosiła 70 osób/km² (wśród 963 gmin regionu Prowansja-Alpy-W. Lazurowe Caderousse plasuje się na 248. miejscu pod względem liczby ludności, natomiast pod względem powierzchni na miejscu 306.).